# أوتو جنسن (لاعب كرة قدم)
أوتو جنسن (بالدنماركية: Isak Steiner Jensen)‏ هو لاعب كرة قدم دنماركي في مركز الوسط، ولد في 23 ديسمبر 2003 في الدنمارك في مملكة الدنمارك.